# Ulf Sjösten
Ulf Roland Sjösten, född 8 april 1954 i Caroli församling i Borås, är en svensk polis och politiker (moderat). Han var kommunalråd i Borås 1998-2002[källa behövs] och ordinarie riksdagsledamot 2002–2008, invald för Västra Götalands läns södra valkrets.
I riksdagen var han ledamot i skatteutskottet 2002–2006, finansutskottet 2006–2008, riksdagens valberedning 2006 och styrelsen för Stiftelsen Riksbankens jubileumsfond 2006–2008. Han var även suppleant i EU-nämnden, finansutskottet, riksdagens valberedning och riksdagens delegation till Interparlamentariska unionen. Efter tiden som riksdagsledamot var han suppleant i Riksbanksfullmäktige 2010–2014.
Sjösten avsade sig uppdraget som riksdagsledamot i september 2008 och till ny ordinarie riksdagsledamot från och med 30 september 2008 utsågs Cecilie Tenfjord-Toftby.